# Lin Fa Shan
Lin Fa Shan (kinesiska: 蓮花山, 莲花山) är ett berg i Hongkong (Kina). Det ligger i den nordvästra delen av Hongkong. Toppen på Lin Fa Shan är 459 meter över havet.
Terrängen runt Lin Fa Shan är kuperad. Havet är nära Lin Fa Shan söderut. Runt Lin Fa Shan är det mycket tätbefolkat, med 10 000 invånare per kvadratkilometer. Centrala Hongkong ligger 13,9 km sydost om Lin Fa Shan. Runt Lin Fa Shan är det i huvudsak tätbebyggt.